# Una porta di luce
Una porta di luce è un romanzo dello scrittore italiano Mario Biondi pubblicato nel 1998. La vicenda troverà sviluppo nel successivo Codice Ombra (1999).

## Trama
Jacopo Sassi, un brillante conduttore e produttore televisivo, giovane ma sfortunatamente già vedovo, sciatore di livello agonistico, è travolto da una valanga provocata dal figlio Nichi, e cade in coma. Per il senso di colpa, il ragazzino sembra perdere la testa. I medici milanesi disperano di poter fare qualcosa, ma Cristina Donghi, neurologa innamorata di Jacopo dalla gioventù, non demorde. Seguendo i suggerimenti di un bizzarro regista televisivo polacco e rischiando tutto, trafuga il malato dall'ospedale per portarlo rocambolescamente in una clinica nascosta nei Monti Tatra. Secondo il singolare medico che l'ha creata, si può tentare di risolvere il problema collegando il cervello di Jacopo con un computer alla presenza del figlio. L'esperimento avviene mentre la polizia locale e la stampa italiana assediano letteralmente la clinica.

## Edizioni
- Mario Biondi, Una porta di luce, Longanesi, 1998,  pp. 278, ISBN 88-304-1484-0.